# أوسكار لوزانو (لاعب كرة قدم)
أوسكار لوزانو (بالإسبانية: Óscar Lozano Folgoso)‏ هو لاعب كرة قدم إسباني في مركز نصف الجناح، ولد في 14 يونيو 1996 في موتريل في إسبانيا. لعب مع نادي ألميريا.

## وصلات خارجية
- أوسكار لوزانو على موقع قاعدة بيانات كرة القدم.إي يو (الإنجليزية)
- أوسكار لوزانو على موقع Soccerway.com (الإنجليزية)